# 蘇萊曼·塔吉爾
苏莱曼·塔吉尔（阿拉伯语：‎，意思为“商人苏莱曼”；波斯語：‎）是一位9世纪的阿拉伯穆斯林商人，来自伊朗希拉夫，曾去过印度和中国 ，并在850公元左右记下了自己的旅行经历，即《中国印度见闻录》。
851年，他去了唐朝的广州，对中国瓷器、大清真寺、政府制度等感到惊讶。
他经由古代的海上丝绸之路，从波斯湾横穿印度洋航行到广州。